# MediaWiki版本歷史

新版官方標誌（自2020年起）

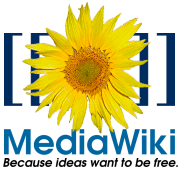
原官方標誌和口號

MediaWiki是一套开放源代码的wiki引擎。第一个版本为1.1，发布于2003年12月。MediaWiki 1.37是当前的稳定版本，发布于2021年11月。
下表包含了MediaWiki的版本历史，展示了该软件所有的发行版本。

## 版本歷史
| 顏色 | 说明             |
| ---- | ---------------- |
| 红色 | 旧版本；不再支持 |
| 黄色 | 旧版本；仍受支持 |
| 绿色 | 当前版本         |
| 蓝色 | 未来版本         |

| 版本號     | 發行日期       | 連結                   | 重大更新 |
| ---------- | -------------- | ---------------------- | --- |
| 1.42       |                |                        | |
| 1.41       | 2023年12月21日 | 完整版本说明、语言支持 | |
| 1.40       | 2023年6月30日  | 完整版本说明、语言支持 | |
| 1.39 (LTS) | 2022年11月30日 | 完整版本说明、语言支持 | - 支援的PHP版本提昇至7.4.3或更新；PHP 8.0與8.1列入官方支援。 |
| 1.38       | 2022年6月22日  | 完整版本说明、语言支持 | |
| 1.37       | 2021年11月18日 | 完整版本说明、语言支持 | |
| 1.36       | 2021年5月28日  | 完整版本说明、语言支持 | - 需要PHP國際化擴充套件（又稱為Intl、ext-intl、php-intl）。 - 附带新版MediaWiki標誌。 |
| 1.35 (LTS) | 2020年9月25日  | 完整版本说明、语言支持 | - 需要PHP 7.3.19或更高版本。 - 附帶Parsoid和VisualEditor擴充功能 |
| 1.34       | 2019年12月19日 | 完整版本说明、语言支持 | - 需要PHP 7.2或7.3。 |
| 1.33       | 2019年7月2日   | 完整版本说明、语言支持 | - 支援PHP 7.0及7.1的最後版本 |
| 1.32       | 2019年1月11日  | 完整版本说明、语言支持 | |
| 1.31 (LTS) | 2018年6月13日  | 完整版本说明、语言支持 | - 需要PHP 7.0.0或更高版本。 - 新的Timeless皮肤。 |
| 1.30       | 2017年12月12日 | 完整版本说明、语言支持 | - 支援PHP 5.6的最後版本 |
| 1.29       | 2017年7月13日  | 完整版本说明、语言支持 | |
| 1.28       | 2016年11月28日 | 完整版本说明、语言支持 | - 現在會預設停用魔術連結（magic link，即自動轉換跨語言連結）。 |
| 1.27 (LTS) | 2016年6月28日  | 完整版本说明、语言支持 | - 需要PHP 5.5.9或更高版本。 |
| 1.26       | 2015年11月25日 | 完整版本说明、语言支持 | - 支援PHP 5.3.3的最後版本 |
| 1.25       | 2015年5月25日  | 完整版本说明、语言支持 | - 移除点击计数器。 |
| 1.24       | 2014年11月27日 | 完整版本说明、语言支持 | - 新的本地化工具。 - 性能改进。 - 现在可以移动分类页面了。 - 不再支持register globals。 - 其它的改进。 |
| 1.23 (LTS) | 2014年6月5日   | 完整版本说明、语言支持 | - 弃用皮肤自动探索（autodiscovery）。 - 支持通知。 - 更新Vector皮肤的CSS。 |
| 1.22       | 2013年12月7日  | 完整版本说明、语言支持 | - 改进反垃圾邮件和反破坏。 - 改进编辑系统。 - 页面皮肤升级至Vector和其它的皮肤。 - 支持Composer PHP dependency manager. - 改进登录和注册页面。 |
| 1.21       | 2013年5月25日  | 完整版本说明、语言支持 | - 更详细的电子邮件通知。 - 新的內容處理程序。 - 支持高DPI的显示器。 |
| 1.20       | 2012年11月7日  | 完整版本说明、语言支持 | - 需要PHP 5.3.2或更高版本。 - 改進清晰度，以及對色盲使用者更友善。 |
| 1.19 (LTS) | 2012年5月2日   | 完整版本说明、语言支持 | - 支援PHP 5.2.3的最後版本 - 只支援MySQL 5.0.2以上的版本。 - 更多性別支援（如使用者清單）。 - 自此版本開始，字詞轉換系統（LanguageConverter）及一些魔術字基於該頁面的語言。 |
| 1.18       | 2011年11月28日 | 完整版本说明、语言支持 | - 支援MySQL 4的最後版本 - 自1.18版起，math語法自MediaWiki核心中抽離，改以Extension:Math擴充功能支援。 - 更好的書寫方向支援。 - 調整使用者連結以反映使用者性別。 - 支援Protocol-relative URL。 |
| 1.17       | 2011年6月22日  | 完整版本说明、语言支持 | - 新的安裝介面 - 資源載入器 - 分類排序的改進 |
| 1.16       | 2010年7月28日  | 完整版本说明、语言支持 | - 新的Vector皮肤 - 能从Special:Emailuser禁止用户发电邮 - 提供監視清單的RSS - 可於特殊頁面封鎖使用者 - 改進使用SQLite資料庫的支援 |
| 1.15       | 2009年6月10日  | 完整版本说明、语言支持 | - 支持移动文件名 - 增加魔术字{{GENDER:\|\|}}、{{NUMBEROFACTIVEUSERS}}和{{REVISIONUSER}} |
| 1.14       | 2009年2月22日  | 完整版本说明、语言支持 | - 支持纯文本的著作权提醒（除知识共享或GFDL外） - 图片可链接到任意的标题或URL - Search engine indexing can be controlled on a per-page basis - 对手持设备的更好的CSS支持 - 页面的历史页面可选择日期 - 文件上传的历史页面可为每一文件版本显示缩略图                                                                           |
| 1.13       | 2008年8月14日  | 完整版本说明、语言支持 | - 新的特殊页面：FileDuplicateSearch（搜索重复文件）、ListGroupRights（用户组权限列表） - 重新设计Special:UserRights（用户权限）和Special:SpecialPages（特殊页面） - 隐藏分类功能：在分类页面添加__HIDDENCAT__魔术字将能在条目页面中隐藏该分类。 - 对点击红链但不能编辑的用户友好化 - 可自动修复因页面移动而创建的双重重定向 |
| 1.12       | 2008年3月20日  | 完整版本说明、语言支持 | - 国际化与本地化大幅改进；增加了更多语言的翻译，Special:Version亦被本地化，支持希伯来历、泰历和伊朗历。 - 重写解析器预处理程序 - 改善并一般化用户权限接口 |
| 1.11       | 2007年9月10日  | 完整版本说明、语言支持 | - 增加全局变量$wgAddGroups和$wgRemoveGroups以更好地管理用户组 - 清理并默认启用基于AJAX的页面监视功能 |
| 1.10       | 2007年5月9日   | 完整版本说明、语言支持 | - “连锁保护”功能 - 改进工具提示和快捷键功能 - 多项对封禁和特殊页面缓存的改进 |
| 1.9        | 2007年1月10日  | 完整版本说明、语言支持 | - “撤销修订”功能 - 对封禁和特殊页面缓存的多项改进 - 支持列排序的表格 - 在用户数据库添加编辑计数器字段 - 在监视列表和最近更改中显示修订的大小 - Special命名空间的页面名称可被本地化，令非英语网站的链接和URL地址更易于辨识                                                                                                   |
| 1.8        | 2006年10月10日 | 完整版本说明、语言支持 | - 完全支持PostgreSQL（8.1或更高版本）后台数据库 - 支持DjVu缩略图和多页导航 - 对用户封禁的多项改进；封禁可只影响到使用特定IP地址的未注册用户 - 从公开可访问的URL地址上传文件，倘若相关功能已被启用 |
| 1.7        | 2006年7月7日   | 完整版本说明、语言支持 | - MediaWiki 1.7需要使用PHP 5（推荐使用5.1），不再支持PHP 4。 - 可恢复已删除文件。 |
| 1.6        | 2006年4月5日   | 完整版本说明、语言支持 | - 支援PHP 4的最後版本 - 使用新的扩展框架处理页面的保护和解除保护。 - 后台更新采用“工作队列”。 - 改进对模板使用的回溯。 - 模板参数可使用默认值。 |
| 1.5        | 2005年10月5日  | 完整版本说明、语言支持 | - 支持MySQL 3的最后版本 - 大幅重新设计数据库，令文本存储脱离对修订溯查的依赖，导致： - 显著提升部分操作的性能。 - 为所有修订提供永久链接功能。 - 支持在主数据库外存储大批数据。 - 支持在发生更改时以电子邮件提醒。 - 强制以UTF-8编码页面内容。                                                                              |
| 1.4        | 2005年3月20日  | 完整版本说明、语言支持 | - 用户可修改其用户界面语言。 - 显著的性能改善。 - 支持对条目的旧修订进行压缩以减少存储需求。 - 支持生成图库、最近上传图像列表。 - 支持将SVG点阵化（需要外部工具支持）。 |
| 1.3        | 2004年8月11日  | 完整版本说明           | - 新的高度使用CSS呈现的默认外观（“MonoBook”皮肤），并进一步地遵从网络标准。 - 模板参数功能。 - 分类功能。 - 在可能时自动合并编辑冲突。 - 改善安装程序。 |
| 1.2        | 2004年3月24日  | 完整版本说明           | - 试验基于网络的安装程序。 - 缩放图片和生成缩略图。 - 方便学习wiki语法的编辑工具栏。 - 在wiki内管理用户权限。 |
| 1.1        | 2003年12月8日  | 完整版本说明           | - 新的wiki表格语法。 - 用户可通过“MediaWiki”命名空间编辑界面消息。 - XML格式的页面源码导出功能，可选的历史版本。 - “魔术字”功能——特殊的变量和解析器指令。 |

## 時間軸
- 预览版本（alpha）
- 开发版本（自分支起）
- 版本
- 旧版本（legacy）
- 停止版本（obsolete）

## 外部連結
- mediawiki.org上的MediaWiki發行說明 （页面存档备份，存于）
- mediawiki.org上的MediaWiki版本生命週期 （页面存档备份，存于）